# Onthophagus aegrotus
Onthophagus aegrotus là một loài bọ cánh cứng trong họ Bọ hung (Scarabaeidae).